# Chloe Sims
Chloe Linda Daisy Margaret Sims (Londres, 2 de noviembre de 1981) es una personalidad de la televisión inglesa. De 2011 a 2021, apareció en la serie de telerrealidad de ITVBe The Only Way Is Essex, en la que fue el miembro del elenco con más años de servicio.

## Primeros años de vida
Fue criada por su padre Tony Sims luego de que su madre la abandonara cuando Sims tenía tres años. Tiene tres hermanos, quienes aparecieron junto a ella en The Only Way Is Essex.

## Carrera
En 2011, comenzó a aparecer en la serie de telerrealidad de ITVBe The Only Way Is Essex. Ella es la prima de dos exmiembros del elenco, Joey Essex y Frankie Essex. En 2018, apareció en la quinta temporada de Celebs Go Dating; y en 2019 en la séptima temporada, junto a su hermana Demi Sims. En julio de 2022, anunció que había dejado The Only Way Is Essex; sus dos hermanas, Frankie y Demi, anunciaron su partida junto con ella. Después de su partida, Sims fue el miembro del elenco con más años de servicio.  En 2022, apareció en la serie de ITV2 Celebrity Karaoke Club, y al año siguiente comenzó a protagonizar House of Sims, una serie en el canal de streaming de OnlyFans OFTV, junto a miembros de su familia.

## Vida personal
Tiene una hija, Madison Green, nacida en 2005. Madison apareció junto a ella en The Only Way Is Essex. Estuvo en una relación con su compañero de reparto de The Only Way Is Essex, Elliot Wright, de 2014 a 2015.

## Filmografía
| Año           | Título                | Notas                            |
| ------------- | --------------------- | -------------------------------- |
| 2011-2021     | The Only Way Is Essex | Reparto principal                |
| 2014          | The Hooligan Factory  | Chica de la furgoneta de helados |
| 2018-2019     | Celebs Go Dating      | Reparto principal                |
| 2018-2020     | Gemma Collins: Diva   | Invitada                         |
| 2023-presente | House of Sims         | Reparto principal                |